# Tramwaje w Bridgetown
Tramwaje w Bridgetown – system komunikacji tramwajowej w stolicy Barbadosu, Bridgetown, działający w latach 1885–1925.

## Historia
5 grudnia 1882 powstała spółka Barbados Tramway Company, która 5 grudnia 1885 otworzyła linię tramwaju konnego o długości 3,2 km. Spółka po rozbudowie tras tramwajowych obsługiwała 16 km tras, po których kursowało 25 wagonów na pięciu liniach. W grudniu 1910 firma została sprzedana i otrzymała nową nazwę: Bridgetown Tramway Company. Nowa spółka planowała budowę linii do Speightstown oraz na południe do Oistins, jednak nigdy tras tych nie zbudowano. Tramwaje w Bridgetown zostały zlikwidowane 21 września 1925.
Wagony tramwajowe zamiast numerów miały nazwy.